# Смирный (пароход, 1844)
«Смирный» — пароход Беломорской флотилии.

## Описание парохода
Длина парохода между перпендикулярами составляла 37,95 метра, ширина с обшивкой — 6,45 метра, осадка — 3,28 метра. На пароходе была установлена паровая машина мощностью 60 л. с.

## История службы
Пароход был заложен на в Архангельске 1 (13) сентября 1843 года и после спуска на воду 6 (18) сентября 1844 года вошёл в состав Беломорской флотилии России. Строительство вёл корабельный мастер подполковник Ф. Т. Загуляев.
4 (16) августа 1862 года пароход был исключен из списков судов флотилии.

### Комментарии
1. ↑  124 фута 6 дюймов[1].
2. ↑  21 фут 2 дюйма[1].
3. ↑  10 футов 9 дюймов[1].